# Albo d'oro del campionato di Segunda División (Perù)
L'albo d'oro del campionato di Segunda División (Perù) include l'elenco delle squadre vincitrici della serie cadetta del campionato peruviano di calcio e dei club promossi da questa nel massimo torneo nazionale.

## Albo d'oro

### Era amatoriale (1936–1987)
| Stagione | Campione                      | Secondo posto               | Terzo posto            |
| -------- | ----------------------------- | --------------------------- | ---------------------- |
| 1936     | Telmo Carbajo                 |                             |                        |
| 1937     | Non disputato                 |                             |                        |
| 1938     | Non disputato                 |                             |                        |
| 1939     | Alianza Lima                  | Centro Iqueño               | Juventud Gloria        |
| 1940     | Telmo Carbajo                 | Santiago Barranco           |                        |
| 1941     | Santiago Barranco             | Centro Iqueño               |                        |
| 1942     | Non disputato                 |                             |                        |
| 1943     | Telmo Carbajo                 | Progresista Apurímac        | Ciclista Lima          |
| 1944     | Ciclista Lima                 | Telmo Carbajo               | Santiago Barranco      |
| 1945     | Santiago Barranco             | Atlético Lusitania          | Ciclista Lima          |
| 1946     | Ciclista Lima                 | Unión Callao                | Atlético Lusitania     |
| 1947     | Jorge Chávez (Callao)         | Santiago Barranco           | Unión Callao           |
| 1948     | Centro Iqueño                 | Santiago Barranco           | Unión Callao           |
| 1949     | Jorge Chávez (Callao)         | —                           | Unión Callao           |
| 1950     | Unión Callao                  | Association Chorrillos      | Unión Carbone          |
| 1951     | Association Chorrillos        | Atlético Lusitania          | Santiago Barranco      |
| 1952     | Unión Callao                  | Porvenir Miraflores         |                        |
| 1953     | Carlos Concha                 | Atlético Lusitania          | Jorge Chávez (Callao)  |
| 1954     | Unión Callao                  | KDT Nacional                |                        |
| 1955     | Carlos Concha                 | Porvenir Miraflores         | Unión América          |
| 1956     | Porvenir Miraflores           | Unión América               |                        |
| 1957     | Mariscal Castilla             | Carlos Concha               |                        |
| 1958     | Unión América                 | Porvenir Miraflores         | Juventud Gloria        |
| 1959     | Mariscal Sucre                | KDT Nacional                | Porvenir Miraflores    |
| 1960     | Defensor Lima                 | Carlos Concha               | KDT Nacional           |
| 1961     | KDT Nacional                  | Association Chorrillos      | Unidad Vecinal No. 3   |
| 1962     | Mariscal Sucre                | Carlos Concha               | Porvenir Miraflores    |
| 1963     | Carlos Concha                 | Porvenir Miraflores         |                        |
| 1964     | Defensor Arica                | Porvenir Miraflores         |                        |
| 1965     | Mariscal Sucre                | Intimos de la Legua         |                        |
| 1966     | Porvenir Miraflores           | Racing (San Isidro)         |                        |
| 1967     | KDT Nacional                  | Independiente Sacachispas   |                        |
| 1968     | Deportivo Municipal           | Atlético Deportivo Olímpico | Carlos Concha          |
| 1969     | SIMA                          | Mariscal Sucre              |                        |
| 1970     | Atlético Deportivo Olímpico   | Centro Iqueño               |                        |
| 1971     | SIMA                          | Atlético Chalaco            |                        |
| 1972     | Atlético Chalaco              | Miraflores FBC              |                        |
| 1973     | Unión Huaral                  |                             |                        |
| 1975     | Compañía Peruana de Teléfonos | Papelera Atlas              | CITSA                  |
| 1980     | Unión Gonzales Prada          | Defensor Lima               | Barcelona (Surquillo)  |
| 1981     | Juventud La Palma             |                             |                        |
| 1982     | Unión Gonzales Prada          | Esther Grande               | Huracán San Isidro     |
| 1983     | Unión Gonzales Prada          | Esther Grande               | Defensor Gondola Laive |
| 1984     | San Agustín                   | Deportivo AELU              |                        |
| 1985     | Guardia Republicana           | Academia Cantolao           |                        |
| 1986     | Internazionale                | Deportivo AELU              | Lawn Tennis            |
| 1987     | Deportivo AELU                | —                           |                        |

### Era professionale
| Stagione | Campione            | Secondo posto          |
| -------- | ------------------- | ---------------------- |
| 1988     | Defensor Lima       | Juventud La Palma      |
| 1989     | Sport Boys          | Juventud La Palma      |
| 1990     | Hijos de Yurimaguas | Walter Ormeño          |
| 1991     | Enrique Lau Chun    | Zúñiga                 |
| 1992     | Unión Huaral        | Ciclista Lima          |
| 1993     | Ciclista Lima       | Guardia Republicana    |
| 1994     | Unión Huaral        | Hijos de Yurimaguas    |
| 1995     | Guardia Republicana | Zúñiga                 |
| 1996     | Alcides Vigo        | Hijos de Yurimaguas    |
| 1997     | Lawn Tennis         | Bella Esperanza        |
| 1998     | Hijos de Yurimaguas | Alcides Vigo           |
| 1999     | América Cochahuayco | Sporting Cristal B     |
| 2000     | Deportivo Aviación  | Alcides Vigo           |
| 2001     | Alcides Vigo        | AELU                   |
| 2002     | Unión Huaral        | Defensor Villa del Mar |
| 2003     | Sport Coopsol       | Sporting Cristal B     |
| 2004     | Olímpico Somos Perú | Deportivo Municipal    |
| 2005     | Olímpico Somos Perú | Deportivo Aviación     |
| 2006     | Deportivo Municipal | Universidad San Marcos |
| 2007     | U. César Vallejo    | Atlético Minero        |
| 2008     | Total Chalaco       | Inti Gas Deportes      |
| 2009     | Sport Boys          | Cobresol               |
| 2010     | Cobresol            | Sport Áncash           |
| 2011     | José Gálvez         | Sport Coopsol          |
| 2012     | Pacífico SMP        | Sport Coopsol          |
| 2013     | Los Caimanes        | Alfonso Ugarte (Puno)  |
| 2014     | Deportivo Municipal | Sport Coopsol          |
| 2015     | Comerciantes Unidos | Los Caimanes           |
| 2016     | Academia Cantolao   | Sport Áncash           |
| 2017     | Sport Boys          | U. César Vallejo       |
| 2018     | U. César Vallejo    | Mannucci               |
| 2019     | Cienciano           | Atlético Grau          |
| 2020     | Alianza Atlético    | Juan Aurich            |
| 2021     | Atlético Grau       | Carlos Stein           |
| 2022     | Cusco FC            | Unión Comercio         |